# Aglaoschema viridipenne
Aglaoschema viridipenne är en skalbaggsart som först beskrevs av Thomson 1861.  Aglaoschema viridipenne ingår i släktet Aglaoschema och familjen långhorningar. Inga underarter finns listade i Catalogue of Life.